# Syndrome de Barraquer-Simons
Le syndrome de Barraquer-Simons est une lipodystrophie partielle rare (céphalo-thoracique) et considérée comme acquise. Elle est marquée par une atrophie du tissu graisseux au niveau de la face, du cou, du tronc et des membres supérieurs ; et une hyperthrophie du tissu graisseux du bas du corps. 
Une étude de 2018 indique que le syndrome Barraquer-Simons est plus souvent familial qu'antérieurement admis, une autre étude indique qu'il n'y a pas d'antécédents familiaux. 
La maladie débute souvent dans l'enfance. 
Les niveaux de C3 peuvent être faibles et il peut y avoir la présence d'un facteur C3-néphritique (C3NEF), ce qui peut indiquer une atteinte rénale.
Dans 20% des cas une glomérulonéphrite membranoproliférative de type II  (aussi appelé Maladie à dépôts denses) apparait , elle débute environ 8 ans après le début de la maladie.
Le sexe ratio est de 4 femmes touchées pour 1 homme.

## Cause
La cause est inconnue certaines études indiquent une piste autoimmune (complément) et d'autres une piste génétique (LMNB2...) .